# Jimmy Meeus
Jimmy Meeus (28 april 1971) is een Belgisch voormalig voetballer die speelde als verdediger.

## Carrière
Meeus speelde voor Overpelt Fabriek, KRC Genk, Cappellen FC en KFC Witgoor Sport.

## Trivia
Meeus' zoon Jordi is sinds januari 2021 profwielrenner bij Bora-Hansgrohe.